# Anchistylis similis
Anchistylis similis is een zeekommasoort uit de familie van de Diastylidae. De wetenschappelijke naam van de soort is voor het eerst geldig gepubliceerd in 1945 door Hale.